# Det hände sig vid Davids by
Det hände sig vid Davids by är ett julalbum från 1970 av den kristna sångaren Artur Erikson.

## Låtlista

### Sida 1
1. Hör du ej vad jag hör
2. Jag ville fråga änglarna
3. Härlig är Guds himmel blå
4. Bibelläsning: Jesaja 9: 2-7
5. Det hände sig vid Davids by
6. Änglasångens ljud

### Sida 2
1. Betlehems stjärna
2. Guds ängel kom till herdar i vall
3. När juldagsmorgon glimmar (Wir hatten gebauet ein stattliches Haus)
4. Bibelläsning: Lukas 2: 1-20
5. Ett barn är fött på denna dag
6. Var hälsad sköna morgonstund